# Sijung-gun
Sijung-gun (koreanska: 시중군) är en kommun i Nordkorea.   Den ligger i provinsen Chagang, i den norra delen av landet, 230 km norr om huvudstaden Pyongyang.